# Operatore di Hilbert-Schmidt
In matematica, un operatore di Hilbert-Schmidt, il cui nome è dovuto a David Hilbert e Erhard Schmidt, è un operatore limitato su uno spazio di Hilbert per il quale una data norma, detta norma di Hilbert–Schmidt, è finita.

## Definizione
Sia {\displaystyle {\bigl (}H,(\cdot ,\cdot ){\bigr )}} uno spazio di Hilbert complesso, con {\displaystyle (\cdot ,\cdot )} antilineare nella prima variabile e lineare nella seconda. Un operatore limitato {\displaystyle A\in B(H)} è un operatore di Hilbert-Schmidt se è finita la traccia del modulo quadro, ovvero se 
{\displaystyle {\rm {Tr}}|A|^{2}<\infty \ }
In modo equivalente, poiché {\displaystyle |A|^{2}=A^{*}A}, si può definire la norma di Hilbert–Schmidt come la radice quadrata di
{\displaystyle \|A\|_{2}^{2}={\rm {Tr}}|A|^{2}=\sum _{i\in I}\|Ae_{i}\|^{2}}
e dire che {\displaystyle A} è un operatore di Hilbert-Schmidt se tale norma è finita. L'insieme {\displaystyle \{e_{i}\}_{i\in I}} è una qualunque base ortonormale di {\displaystyle H}, mentre {\displaystyle \|\cdot \|} è la norma di {\displaystyle H}. Inoltre, si verifica che
{\displaystyle \|A\|_{2}^{2}=\sum _{i,j}|A_{i,j}|^{2}}
dove
{\displaystyle A_{i,j}=(e_{i},Ae_{j})}
La norma di Hilbert-Schmidt è un caso particolare della norma di Schatten p-esima
{\displaystyle \Vert A\Vert _{p}^{p}={\rm {{Tr}|A|^{p}}}}
In uno spazio euclideo di dimensione finita {\displaystyle \|\ \|_{2}} è anche detta norma di Frobenius.
Il prodotto interno tra due operatori di Hilbert–Schmidt {\displaystyle A} e {\displaystyle B} è definito nel seguente modo
{\displaystyle \langle A,B\rangle _{\mathrm {=} }\operatorname {Tr} (A^{*}B)=\sum _{i\in I}(Ae_{i},Be_{i})}
Tale forma hermitiana induce la norma di Hilbert-Schmidt sopra descritta, e rende la classe degli operatori di Hilbert-Schmidt uno spazio di Hilbert.

## Proprietà
- Gli operatori di Hilbert-Schmidt formano uno *-ideale nell'algebra di Banach degli operatori limitati su {\displaystyle H}. Essi costituiscono inoltre uno spazio di Hilbert che si dimostra essere isomorfo e isometrico al prodotto tensoriale {\displaystyle H^{*}\otimes H}, dove {\displaystyle H^{*}} denota lo spazio duale di {\displaystyle H}.

- Gli operatori di classe traccia sono operatori di Hilbert-Schmidt.

- Un operatore di Hilbert-Schmidt è un operatore compatto. Viceversa, un operatore compatto è di classe traccia se e solo se

{\displaystyle \sum _{i\in I}|\lambda _{i}|^{2}<\infty }
dove i numeri {\displaystyle \{\lambda _{i}\}} sono i valori singolari dell'operatore.
- Gli operatori di rango finito sono densi nello spazio degli operatori di classe traccia rispetto alla norma {\displaystyle \|A\|_{HS}}.

- Due operatori {\displaystyle A} e {\displaystyle B} sono di Hilbert–Schmidt se e solo se {\displaystyle C=AB} è di classe traccia.

- Un operatore {\displaystyle A} è di Hilbert-Schmidt se e solo se {\displaystyle \{\|Ae_{i}\|\}\in l^{2}} per una qualche base ortonormale {\displaystyle \{e_{i}\}} di {\displaystyle H}.
- Sia {\displaystyle (X,\mu )} uno spazio di misura e sia {\displaystyle H=L^{2}(X,d\mu )} lo spazio delle funzioni quadrato sommabili su {\displaystyle X}. Una condizione sufficiente affinché un operatore limitato {\displaystyle A} definito su {\displaystyle H} sia di Hilbert-Schmidt è che esista una funzione

{\displaystyle K\in L^{2}(X\times X,d\mu \otimes d\mu )}
tale che
{\displaystyle (Af)(x)=\int _{X}K(x,y)f(y)d\mu (y)}
e si ha inoltre
{\displaystyle \|A\|_{2}^{2}=\int _{X}|K(x,y)|^{2}d\mu (x)d\mu (y)}